# Bildad Peak
Der Bildad Peak ist ein rund 800 m hoher, markanter und verschneiter Berg im Grahamland auf der Antarktischen Halbinsel. Er ragt 8 km westlich des Spouter Peak an der Südflanke des Flask-Gletschers auf.
Der Falkland Islands Dependencies Survey nahm 1955 eine geodätische Vermessung vor. Das UK Antarctic Place-Names Committee benannte ihn 1957 nach der fiktiven Figur des Kapitän Bildad in Herman Melvilles 1851 veröffentlichtem Roman Moby-Dick.